# Rhymoleia seychellensis
Rhymoleia seychellensis är en tvåvingeart som först beskrevs av Günther Enderlein 1910.  Rhymoleia seychellensis ingår i släktet Rhymoleia och familjen svampmyggor.
Artens utbredningsområde är Seychellerna. Inga underarter finns listade i Catalogue of Life.